# 후지사키 도모키
후지사키 도모키(일본어: 藤嵜 智貴, 1994년 9월 19일~)는 일본의 축구 선수이다.

## 구단 경력
그는 2017년 J3리그의 아술 클라로 누마즈에 입단했다. 2023년까지 160경기에 출전하여, 13득점을 넣었다. 2024년 반라우레 하치노헤로 이적했다. 2025년 일본 지역 리그의 본즈 이치하라로 이적했다.